# Championnat du monde de Formule 1 1975
Navigation
1974 1976
Le championnat du monde de Formule 1 1975 a été remporté par l'Autrichien Niki Lauda sur une Ferrari. Ferrari remporte le championnat du monde des constructeurs.

## Règlement sportif
- L'attribution des points s'effectue selon le barème 9, 6, 4, 3, 2, 1.
- Seuls les 7 meilleurs résultats des 8 premières manches et les 5 meilleurs résultats des 6 dernières manches sont retenus.

## Règlement technique
- Moteurs atmosphériques : 3 000 cm³
- Moteurs suralimentés : 1 500 cm3

## Pilotes et monoplaces
- Tyrrell : Jody Scheckter et Patrick Depailler
- Lotus : Ronnie Peterson et Jacky Ickx
- McLaren : Emerson Fittipaldi et Jochen Mass
- Ferrari : Niki Lauda et Clay Regazzoni
- Brabham : Carlos Reutemann et José Carlos Pace
- Hesketh : James Hunt
- Shadow : Jean-Pierre Jarier et Tom Pryce

À noter la titularisation chez McLaren de Jochen Mass en remplacement de Denny Hulme, présent dans cette écurie depuis 1968 et parti à la retraite.
| Écurie                                           | Constructeur | Châssis       | Moteur                                             | Pneus | no | Pilotes               | Manches disputées |
| ------------------------------------------------ | ------------ | ------------- | -------------------------------------------------- | ----- | -- | --------------------- | ----------------- |
| Marlboro Team McLaren                            | McLaren      | M23           | Ford Cosworth DFV 3.0 V8                           | G     | 1  | Emerson Fittipaldi    | Toutes            |
| Marlboro Team McLaren                            | McLaren      | M23           | Ford Cosworth DFV 3.0 V8                           | G     | 2  | Jochen Mass           | Toutes            |
| Elf Team Tyrrell                                 | Tyrrell      | 007           | Ford Cosworth DFV 3.0 V8                           | G     | 3  | Jody Scheckter        | Toutes            |
| Elf Team Tyrrell                                 | Tyrrell      | 007           | Ford Cosworth DFV 3.0 V8                           | G     | 4  | Patrick Depailler     | Toutes            |
| Elf Team Tyrrell                                 | Tyrrell      | 007           | Ford Cosworth DFV 3.0 V8                           | G     | 15 | Jean-Pierre Jabouille | 9                 |
| Elf Team Tyrrell                                 | Tyrrell      | 007           | Ford Cosworth DFV 3.0 V8                           | G     | 15 | Michel Leclère        | 14                |
| John Player Team Lotus                           | Lotus        | 72E           | Ford Cosworth DFV 3.0 V8                           | G     | 5  | Ronnie Peterson       | Toutes            |
| John Player Team Lotus                           | Lotus        | 72E           | Ford Cosworth DFV 3.0 V8                           | G     | 6  | Jacky Ickx            | 1-9               |
| John Player Team Lotus                           | Lotus        | 72E           | Ford Cosworth DFV 3.0 V8                           | G     | 6  | Jim Crawford          | 10, 13            |
| John Player Team Lotus                           | Lotus        | 72E           | Ford Cosworth DFV 3.0 V8                           | G     | 6  | John Watson           | 11                |
| John Player Team Lotus                           | Lotus        | 72E           | Ford Cosworth DFV 3.0 V8                           | G     | 6  | Brian Henton          | 12, 14            |
| John Player Team Lotus                           | Lotus        | 72E           | Ford Cosworth DFV 3.0 V8                           | G     | 15 | Brian Henton          | 10                |
| Martini Racing                                   | Brabham      | BT44B         | Ford Cosworth DFV 3.0 V8                           | G     | 7  | Carlos Reutemann      | Toutes            |
| Martini Racing                                   | Brabham      | BT44B         | Ford Cosworth DFV 3.0 V8                           | G     | 8  | José Carlos Pace      | Toutes            |
| Beta Team March March Engineering Lavazza March  | March        | 741 751       | Ford Cosworth DFV 3.0 V8                           | G     | 9  | Vittorio Brambilla    | Toutes            |
| Beta Team March March Engineering Lavazza March  | March        | 741 751       | Ford Cosworth DFV 3.0 V8                           | G     | 10 | Lella Lombardi        | 3-9               |
| Beta Team March March Engineering Lavazza March  | March        | 741 751       | Ford Cosworth DFV 3.0 V8                           | G     | 10 | Hans-Joachim Stuck    | 10-14             |
| Beta Team March March Engineering Lavazza March  | March        | 741 751       | Ford Cosworth DFV 3.0 V8                           | G     | 29 | Lella Lombardi        | 10-13             |
| Scuderia Ferrari SpA SEFAC                       | Ferrari      | 312 B3 312 T  | Ferrari 001/11 3.0 Flat-12 Ferrari 015 3.0 Flat-12 | G     | 11 | Clay Regazzoni        | Toutes            |
| Scuderia Ferrari SpA SEFAC                       | Ferrari      | 312 B3 312 T  | Ferrari 001/11 3.0 Flat-12 Ferrari 015 3.0 Flat-12 | G     | 12 | Niki Lauda            | Toutes            |
| Stanley BRM                                      | BRM          | P201          | BRM P200 3.0 V12                                   | G     | 14 | Mike Wilds            | 1-2               |
| Stanley BRM                                      | BRM          | P201          | BRM P200 3.0 V12                                   | G     | 14 | Bob Evans             | 3-13              |
| UOP Shadow Racing Team                           | Shadow       | DN3B DN5      | Ford Cosworth DFV 3.0 V8                           | G     | 16 | Tom Pryce             | Toutes            |
| UOP Shadow Racing Team                           | Shadow       | DN3B DN5      | Ford Cosworth DFV 3.0 V8                           | G     | 17 | Jean-Pierre Jarier    | Toutes            |
| Team Surtees National Organs Team Surtees        | Surtees      | TS16          | Ford Cosworth DFV 3.0 V8                           | G     | 18 | John Watson           | 1-10, 12-13       |
| Team Surtees National Organs Team Surtees        | Surtees      | TS16          | Ford Cosworth DFV 3.0 V8                           | G     | 19 | Henri Pescarolo       | 5                 |
| Team Surtees National Organs Team Surtees        | Surtees      | TS16          | Ford Cosworth DFV 3.0 V8                           | G     | 19 | Dave Morgan           | 10                |
| Team Surtees National Organs Team Surtees        | Surtees      | TS16          | Ford Cosworth DFV 3.0 V8                           | G     | 19 | Ewald Boisitz         | 12                |
| Frank Williams Racing Cars                       | Williams     | FW FW04       | Ford Cosworth DFV 3.0 V8                           | G     | 20 | Arturo Merzario       | 1-6               |
| Frank Williams Racing Cars                       | Williams     | FW FW04       | Ford Cosworth DFV 3.0 V8                           | G     | 20 | Damien Magee          | 7                 |
| Frank Williams Racing Cars                       | Williams     | FW FW04       | Ford Cosworth DFV 3.0 V8                           | G     | 20 | Ian Scheckter         | 8                 |
| Frank Williams Racing Cars                       | Williams     | FW FW04       | Ford Cosworth DFV 3.0 V8                           | G     | 20 | François Migault      | 9                 |
| Frank Williams Racing Cars                       | Williams     | FW FW04       | Ford Cosworth DFV 3.0 V8                           | G     | 20 | Ian Ashley            | 10-11             |
| Frank Williams Racing Cars                       | Williams     | FW FW04       | Ford Cosworth DFV 3.0 V8                           | G     | 20 | Jo Vonlanthen         | 12                |
| Frank Williams Racing Cars                       | Williams     | FW FW04       | Ford Cosworth DFV 3.0 V8                           | G     | 20 | Renzo Zorzi           | 13                |
| Frank Williams Racing Cars                       | Williams     | FW FW04       | Ford Cosworth DFV 3.0 V8                           | G     | 20 | Lella Lombardi        | 14                |
| Frank Williams Racing Cars                       | Williams     | FW FW04       | Ford Cosworth DFV 3.0 V8                           | G     | 21 | Jacques Laffite       | 1-3, 5-6, 8-14    |
| Frank Williams Racing Cars                       | Williams     | FW FW04       | Ford Cosworth DFV 3.0 V8                           | G     | 21 | Tony Brise            | 4                 |
| Frank Williams Racing Cars                       | Williams     | FW FW04       | Ford Cosworth DFV 3.0 V8                           | G     | 21 | Ian Scheckter         | 7                 |
| Embassy Racing Embassy Racing with Graham Hill   | Lola Hill    | T370 T371 GH1 | Ford Cosworth DFV 3.0 V8                           | G     | 22 | Graham Hill           | 1-3               |
| Embassy Racing Embassy Racing with Graham Hill   | Lola Hill    | T370 T371 GH1 | Ford Cosworth DFV 3.0 V8                           | G     | 22 | Rolf Stommelen        | 4, 12-13          |
| Embassy Racing Embassy Racing with Graham Hill   | Lola Hill    | T370 T371 GH1 | Ford Cosworth DFV 3.0 V8                           | G     | 22 | François Migault      | 5-6               |
| Embassy Racing Embassy Racing with Graham Hill   | Lola Hill    | T370 T371 GH1 | Ford Cosworth DFV 3.0 V8                           | G     | 22 | Vern Schuppan         | 7                 |
| Embassy Racing Embassy Racing with Graham Hill   | Lola Hill    | T370 T371 GH1 | Ford Cosworth DFV 3.0 V8                           | G     | 22 | Alan Jones            | 8-11              |
| Embassy Racing Embassy Racing with Graham Hill   | Lola Hill    | T370 T371 GH1 | Ford Cosworth DFV 3.0 V8                           | G     | 23 | Rolf Stommelen        | 1-3               |
| Embassy Racing Embassy Racing with Graham Hill   | Lola Hill    | T370 T371 GH1 | Ford Cosworth DFV 3.0 V8                           | G     | 23 | François Migault      | 4                 |
| Embassy Racing Embassy Racing with Graham Hill   | Lola Hill    | T370 T371 GH1 | Ford Cosworth DFV 3.0 V8                           | G     | 23 | Graham Hill           | 5                 |
| Embassy Racing Embassy Racing with Graham Hill   | Lola Hill    | T370 T371 GH1 | Ford Cosworth DFV 3.0 V8                           | G     | 23 | Tony Brise            | 6-14              |
| Hesketh Racing Warsteiner Brewery Polar Caravans | Hesketh      | 308 308C      | Ford Cosworth DFV 3.0 V8                           | G     | 24 | James Hunt            | Toutes            |
| Hesketh Racing Warsteiner Brewery Polar Caravans | Hesketh      | 308 308C      | Ford Cosworth DFV 3.0 V8                           | G     | 25 | Torsten Palm          | 5                 |
| Hesketh Racing Warsteiner Brewery Polar Caravans | Hesketh      | 308 308C      | Ford Cosworth DFV 3.0 V8                           | G     | 25 | Harald Ertl           | 11                |
| Hesketh Racing Warsteiner Brewery Polar Caravans | Hesketh      | 308 308C      | Ford Cosworth DFV 3.0 V8                           | G     | 25 | Brett Lunger          | 12-14             |
| Hesketh Racing Warsteiner Brewery Polar Caravans | Hesketh      | 308 308C      | Ford Cosworth DFV 3.0 V8                           | G     | 32 | Torsten Palm          | 7                 |
| Hesketh Racing Warsteiner Brewery Polar Caravans | Hesketh      | 308 308C      | Ford Cosworth DFV 3.0 V8                           | G     | 32 | Harald Ertl           | 12                |
| Hesketh Racing Warsteiner Brewery Polar Caravans | Hesketh      | 308 308C      | Ford Cosworth DFV 3.0 V8                           | G     | 34 | Harald Ertl           | 13                |
| Custom Made Harry Stiller Racing                 | Hesketh      | 308           | Ford Cosworth DFV 3.0 V8                           | G     | 25 | Alan Jones            | 4                 |
| Custom Made Harry Stiller Racing                 | Hesketh      | 308           | Ford Cosworth DFV 3.0 V8                           | G     | 26 | Alan Jones            | 5-7               |
| Vel's Parnelli Jones Racing                      | Parnelli     | VPJ4          | Ford Cosworth DFV 3.0 V8                           | G     | 27 | Mario Andretti        | 1-5, 7, 9-14      |
| Penske Cars                                      | Penske March | PC1 751       | Ford Cosworth DFV 3.0 V8                           | G     | 28 | Mark Donohue          | 1-12              |
| Penske Cars                                      | Penske March | PC1 751       | Ford Cosworth DFV 3.0 V8                           | G     | 28 | John Watson           | 14                |
| Oreste Berta                                     | Berta        | 1             | Ford Cosworth DFV 3.0 V8                           | G     | 29 | Nestor Garcia-Veiga   | 1-2               |
| Copersucar-Fittipaldi                            | Fittipaldi   | FD01          | Ford Cosworth DFV 3.0 V8                           | G     | 30 | Wilson Fittipaldi     | 1-12, 14          |
| Copersucar-Fittipaldi                            | Fittipaldi   | FD01          | Ford Cosworth DFV 3.0 V8                           | G     | 30 | Arturo Merzario       | 13                |
| Lucky Strike Team                                | McLaren      | M23           | Ford Cosworth DFV 3.0 V8                           | G     | 31 | Dave Charlton         | 3                 |
| HB Bewaking Team Ensign Team Ensign              | Ensign       | N174 N175     | Ford Cosworth DFV 3.0 V8                           | G     | 31 | Roelof Wunderink      | 4-6, 10, 13-14    |
| HB Bewaking Team Ensign Team Ensign              | Ensign       | N174 N175     | Ford Cosworth DFV 3.0 V8                           | G     | 31 | Gijs van Lennep       | 7-9, 11           |
| HB Bewaking Team Ensign Team Ensign              | Ensign       | N174 N175     | Ford Cosworth DFV 3.0 V8                           | G     | 31 | Chris Amon            | 12                |
| HB Bewaking Team Ensign Team Ensign              | Ensign       | N174 N175     | Ford Cosworth DFV 3.0 V8                           | G     | 32 | Chris Amon            | 13                |
| HB Bewaking Team Ensign Team Ensign              | Ensign       | N174 N175     | Ford Cosworth DFV 3.0 V8                           | G     | 33 | Roelof Wunderink      | 12                |
| HB Bewaking Team Ensign Team Ensign              | Ensign       | N174 N175     | Ford Cosworth DFV 3.0 V8                           | G     | 34 | Gijs Van Lennep       | 10                |
| Lexington Racing                                 | Tyrrell      | 007           | Ford Cosworth DFV 3.0 V8                           | G     | 32 | Ian Scheckter         | 3                 |
| Pinch Plant Ltd                                  | Lyncar       | 006           | Ford Cosworth DFV 3.0 V8                           | G     | 32 | John Nicholson        | 10                |
| Team Gunston                                     | Lotus        | 72D           | Ford Cosworth DFV 3.0 V8                           | G     | 33 | Eddie Keizan          | 3                 |
| Team Gunston                                     | Lotus        | 72D           | Ford Cosworth DFV 3.0 V8                           | G     | 34 | Guy Tunmer            | 3                 |
| Maki Engineering                                 | Maki         | F101C         | Ford Cosworth DFV 3.0 V8                           | G     | 35 | David Walker          | 6-7               |
| Maki Engineering                                 | Maki         | F101C         | Ford Cosworth DFV 3.0 V8                           | G     | 35 | Hiroshi Fushida       | 8, 10             |
| Maki Engineering                                 | Maki         | F101C         | Ford Cosworth DFV 3.0 V8                           | G     | 35 | Tony Trimmer          | 11-13             |

## Résumé du championnat du monde 1975
La traditionnelle tournée dans l'hémisphère sud du début de saison tourne à l'avantage des pilotes locaux. En Argentine, pour la troisième fois d'affilée, Carlos Reutemann, malchanceux, laisse échapper une victoire à domicile. Retardé par des ennuis mécaniques, il s'incline devant le champion du monde en titre Emerson Fittipaldi. À São Paulo, malgré une belle démonstration du Français Jean-Pierre Jarier sur la Shadow, Carlos Pace décroche la première victoire de sa carrière puis, en Afrique du Sud, Jody Scheckter brille à domicile.
Leader du championnat du monde, Fittipaldi fait sensation lors du retour en Europe en déclarant forfait pour le Grand Prix d'Espagne à l'issue des premiers essais. Le champion du monde brésilien entend ainsi protester contre le manque de sécurité du circuit catalan de Montjuïch. Cette décision sonne comme une prémonition puisque l'épreuve est marquée par un terrible drame. S'élançant en première ligne, les deux équipiers de la Scuderia Ferrari, Lauda et Regazzoni de retour au premier plan après un début de saison raté, s'accrochent au départ puis le Grand Prix se conclut au drapeau rouge au 25e des 75 tours prévus avec la sortie de piste de l'Allemand Rolf Stommelen qui provoque la mort de cinq spectateurs, la victoire revenant à Jochen Mass. En marquant le demi-point de la sixième place, l'Italienne Lella Lombardi devient la toute première, et seule à ce jour, femme à inscrire son nom au palmarès du championnat du monde de Formule 1.
À Monaco Lauda confirme le retour en force de la Scuderia en s'imposant devant Fittipaldi. Puis, avec deux nouvelles victoires en Suède et aux Pays-Bas, il ravit les commandes du championnat au pilote brésilien. Il creuse l'écart grâce à sa deuxième place à Zandvoort, où James Hunt et la pittoresque marque Hesketh décrochent leur premier succès, et à une nouvelle victoire en France. Avec 47 points, il compte alors 22 unités d'avance sur le très régulier Reutemann et 23 sur Fittipaldi.
À Silverstone, dans une épreuve écourtée par une violente averse, Fittipaldi renoue avec le succès et reprend 9 points à Lauda, piégé par la pluie en vue de l'arrivée. Nouveau jeu de massacre sur le Nürburgring où le revêtement de la piste provoque de nombreuses crevaisons. Troisième à l'arrivée tandis que la victoire revient à Reutemann, Lauda marque de précieux points en vue du titre mondial, à 3 épreuves de la fin du championnat il compte 18 points d'avance sur Fittipaldi. 
En Autriche, pour la troisième fois de la saison après l'Espagne et la Grande-Bretagne, la course est stoppée par un drapeau rouge au 29e des 54 tours prévus. Sous le déluge, Vittorio Brambilla sur sa modeste March crée une énorme surprise. Le pilote italien effectuera son tour d'honneur avec une voiture passablement chiffonée en raison d'une violent contact avec le mur juste après le passage du drapeau à damiers. 
À Monza, le triomphe de la Scuderia Ferrari est total : Regazzoni s'impose tandis que Lauda, troisième derrière Fittipaldi s'assure de son premier titre mondial. Lauda fait par la suite honneur à sa couronne en remportant l'ultime course de la saison à Watkins Glen.

## Grands Prix de la saison 1975
Initialement prévu le 21 septembre, le Grand Prix du Canada, disputé à Mosport, est annulé.
| no  | Date        | Grand Prix                    | Lieu           | Vainqueur          | Écurie       | Pole position      | Record du tour     | Résumé |
| --- | ----------- | ----------------------------- | -------------- | ------------------ | ------------ | ------------------ | ------------------ | ------ |
| 251 | 12 janvier  | Grand Prix d'Argentine        | Buenos Aires   | Emerson Fittipaldi | McLaren-Ford | Jean-Pierre Jarier | James Hunt         | Résumé |
| 252 | 26 janvier  | Grand Prix du Brésil          | Interlagos     | Carlos Pace        | Brabham-Ford | Jean-Pierre Jarier | Jean-Pierre Jarier | Résumé |
| 253 | 1er mars    | Grand Prix d'Afrique du Sud   | Kyalami        | Jody Scheckter     | Tyrrell-Ford | Carlos Pace        | Carlos Pace        | Résumé |
| 254 | 27 avril    | Grand Prix d'Espagne          | Montjuïc       | Jochen Mass        | McLaren-Ford | Niki Lauda         | Mario Andretti     | Résumé |
| 255 | 11 mai      | Grand Prix de Monaco          | Monaco         | Niki Lauda         | Ferrari      | Niki Lauda         | Patrick Depailler  | Résumé |
| 256 | 25 mai      | Grand Prix de Belgique        | Zolder         | Niki Lauda         | Ferrari      | Niki Lauda         | Clay Regazzoni     | Résumé |
| 257 | 8 juin      | Grand Prix de Suède           | Anderstorp     | Niki Lauda         | Ferrari      | Vittorio Brambilla | Niki Lauda         | Résumé |
| 258 | 22 juin     | Grand Prix des Pays-Bas       | Zandvoort      | James Hunt         | Hesketh-Ford | Niki Lauda         | Niki Lauda         | Résumé |
| 259 | 6 juillet   | Grand Prix de France          | Le Castellet   | Niki Lauda         | Ferrari      | Niki Lauda         | Jochen Mass        | Résumé |
| 260 | 19 juillet  | Grand Prix de Grande-Bretagne | Silverstone    | Emerson Fittipaldi | McLaren-Ford | Tom Pryce          | Clay Regazzoni     | Résumé |
| 261 | 3 août      | Grand Prix d'Allemagne        | Nürburgring    | Carlos Reutemann   | Brabham-Ford | Niki Lauda         | Clay Regazzoni     | Résumé |
| 262 | 17 août     | Grand Prix d'Autriche         | Österreichring | Vittorio Brambilla | March-Ford   | Niki Lauda         | Vittorio Brambilla | Résumé |
| 263 | 7 septembre | Grand Prix d'Italie           | Monza          | Clay Regazzoni     | Ferrari      | Niki Lauda         | Clay Regazzoni     | Résumé |
| 264 | 5 octobre   | Grand Prix des États-Unis     | Watkins Glen   | Niki Lauda         | Ferrari      | Niki Lauda         | Emerson Fittipaldi | Résumé |

| Date     | Grand Prix                                     | Lieu          | Vainqueur      | Écurie      | Pole position      | Record du tour     | Résumé |
| -------- | ---------------------------------------------- | ------------- | -------------- | ----------- | ------------------ | ------------------ | ------ |
| 16 mars  | X British Airways/Daily Mail Race of Champions | Brands Hatch  | Tom Pryce      | Shadow-Ford | Tom Pryce          | Tom Pryce          | Résumé |
| 13 avril | XXVII Daily Express BRDC International Trophy  | Silverstone   | Niki Lauda     | Ferrari     | James Hunt         | James Hunt         | Résumé |
| 24 août  | XV Grand Prix de l'Automobile Club de Suisse   | Dijon-Prenois | Clay Regazzoni | Ferrari     | Jean-Pierre Jarier | Jean-Pierre Jarier | Résumé |

(Nota Bene: en Afrique du Sud, le championnat de Formule 1 national compte neuf manches; six sont remportées par Ian Scheckter: Goldfields 100, Natal Mercury 100, Brandkop Winter Trophy, South African Republic Trophy, Rand Winter Trophy, et Rand Spring Trophy, sur Tyrrell-Cosworth)

## Classement des pilotes
| Classement | Pilote             | Points |
| ---------- | ------------------ | ------ |
| Champion   | Niki Lauda         | 64,5   |
| 2e         | Emerson Fittipaldi | 45     |
| 3e         | Carlos Reutemann   | 37     |
| 4e         | James Hunt         | 33     |
| 5e         | Clay Regazzoni     | 25     |
| 6e         | José Carlos Pace   | 24     |
| 7e         | Jody Scheckter     | 20     |
| 8e         | Jochen Mass        | 20     |
| 9e         | Patrick Depailler  | 12     |
| 10e        | Tom Pryce          | 8      |
| 11e        | Vittorio Brambilla | 6,5    |
| 12e        | Jacques Laffite    | 6      |
| 13e        | Ronnie Peterson    | 6      |
| 14e        | Mario Andretti     | 5      |
| 15e        | Mark Donohue       | 4      |
| 16e        | Jacky Ickx         | 3      |
| 17e        | Alan Jones         | 2      |
| 18e        | Jean-Pierre Jarier | 1,5    |
| 19e        | Tony Brise         | 1      |
| 20e        | Gijs Van Lennep    | 1      |
| 21e        | Lella Lombardi     | 0,5    |

Interrompus avant leur terme, les Grand Prix d'Espagne et d'Autriche n'ont donné lieu qu'à une demi-attribution des points.

## Classement des constructeurs
| Classement | Écurie          | Points  |
| ---------- | --------------- | ------- |
| Champion   | Ferrari         | 72,5    |
| 2e         | Brabham-Ford    | 54 (56) |
| 3e         | McLaren-Ford    | 53      |
| 4e         | Hesketh-Ford    | 33      |
| 5e         | Tyrrell-Ford    | 25      |
| 6e         | Shadow-Ford     | 9,5     |
| 7e         | Lotus-Ford      | 9       |
| 8e         | March-Ford      | 7,5     |
| 9e         | Williams-Ford   | 6       |
| 10e        | Parnelli-Ford   | 5       |
| 11e        | Hill-Ford       | 3       |
| 12e        | Penske-Ford     | 2       |
| 13e        | Ensign-Ford     | 1       |
| 14e        | Surtees-Ford    | 0       |
| 15e        | BRM             | 0       |
| 16e        | Fittipaldi-Ford | 0       |
| 17e        | Lola-Ford       | 0       |
| 18e        | Lyncar-Ford     | 0       |
| 19e        | Shadow-Matra    | 0       |
| 20e        | Maki-Ford       | 0       |